# Aureliano Tavares Bastos

Bild von Aureliano Cândido Tavares.

Aureliano Cândido Tavares Bastos (20. April 1839 in Marechal Deodoro, Alagoas; † 3. Dezember 1875 in Nizza, Frankreich) war ein brasilianischer Politiker, Schriftsteller und Journalist. Er gilt als einer der bedeutendsten Vordenker des brasilianischen Liberalismus im 19. Jahrhundert und als Pionier des Föderalismus in Brasilien.

## Biografie
Leben
Tavares Bastos wurde als ältester von sechs Kindern des Juristen und Philosophen José Tavares Bastos und Rosa Cândida de Araújo geboren. Seine Familie war in Alagoas gesellschaftlich und politisch einflussreich. Bereits mit 15 Jahren begann er sein Jurastudium, das er an der berühmten Rechtsfakultät von São Paulo 1858 abschloss. Ein Jahr später promovierte er zum Doktor der Rechte.
Politische Karriere
Mit nur 21 Jahren wurde Tavares Bastos 1860 als Abgeordneter der Provinz Alagoas in das brasilianische Parlament gewählt. Er war damit einer der jüngsten Abgeordneten seiner Zeit. Nach einem Konflikt mit dem Marineminister wurde er 1861 aus seinem Amt als Sekretär im Marineministerium entlassen. In den folgenden Jahren wurde er mehrfach als Abgeordneter wiedergewählt und nahm 1864 als Sekretär an der sogenannten Saraiva-Mission am Río de la Plata teil.
Tavares Bastos war ein engagierter Verfechter des Liberalismus und setzte sich für die Dezentralisierung der Verwaltung, die Stärkung der Provinzen, die Religionsfreiheit, die Abschaffung der Sklaverei, die Förderung von Einwanderung und die Modernisierung des Landes nach dem Vorbild der Vereinigten Staaten und Großbritanniens ein. Besonders bekannt wurde er durch seine Kritik an der politischen Zentralisierung im Kaiserreich Brasilien und seine Forderung nach föderalen Strukturen.
Tod und Nachwirkung
Tavares Bastos starb im Alter von nur 36 Jahren an einer Lungenentzündung während eines Aufenthalts in Nizza, Frankreich. Sein Leichnam wurde später in Rio de Janeiro beigesetzt. Er wurde zum Namensgeber des 35. Sitzes der Academia Brasileira de Letras gewählt und gilt bis heute als einer der wichtigsten Vordenker des brasilianischen Liberalismus und Föderalismus.

## Ehrungen
Tavares Bastos wurde als Namensgeber (patrono) des 35. Sitzes (cadeira 35) der Academia Brasileira de Letras durch das Gründungsmitglied der Akademie Rodrigo Octávio ausgewählt.

## Schriften
- 1861: Os males do presente e as esperanças do futuro
- 1862: Cartas do Solitário. Rio de Janeiro 1862. (2. Auflage 1863: archive.org)
- 1866: O vale do Amazonas. A livre navegação do Amazonas, estatistica, producções, commercio, questões fiscaes do valle do Amazonas. Garnier, Rio de Janeiro 1866. (archive.org)
- 1867: Reflexões sobre a imigração (Memória sobre a imigração)
- 1870: A província. Estudo sobre a descentralização no Brasil. Garnier, Rio de Janeiro 1870. (archive.org)
- 1872: A situação e o Partido Liberal
- 1873: Reforma eleitoral e parlamentar e Constituição da magistratura
- 1957: Prosa. Por Raúl Lima. Agir, Rio de Janeiro 1957.